# Lập trình ràng buộc
Trong khoa học máy tính, lập trình ràng buộc (tiếng Anh: constraint programming) là một mẫu hình lập trình trong đó mối quan hệ giữa các biến được mô tả ở dạng các ràng buộc. Ràng buộc khác với thành phần cơ bản phổ biến của ngôn ngữ lập trình mệnh lệnh ở chỗ chúng không nêu rõ từng bước hay trình tự để thực hiện, thay vào đó là các thuộc tính để tìm ra giải pháp. Điều này khiến cho lập trình ràng buộc là một dạng của lập trình khai báo. Có nhiều loại ràng buộc trong lập trình ràng buộc: những thứ được dùng trong vấn đề thỏa mãn ràng buộc (constraint satisfaction problem) như "A hay B đúng", bất đẳng thức tuyến tính (linear inequality) như "x ≤ 5", và các loại khác. Ràng buộc thường được nhúng vào ngôn ngữ lập trình hay được cung cấp thông qua các thư viện phần mềm riêng.
Lập trình ràng buộc có thể được mô tả dưới dạng lập trình logic ràng buộc, khi đó nhúng ràng buộc vào trong một chương trình logic. Biến thể này của lập trình logic do Jaffar và Lassez đã mở rộng một lớp cụ thể các ràng buộc được giới thiệu trong Prolog II vào năm 1987. Những hiện thực đầu tiên của lập trình logic ràng buộc là Prolog III, CLP(R), và CHIP.
Thay vì lập trình logic, ràng buộc có thể được trộn lẫn với lập trình hàm, term rewriting system, và lập trình mệnh lệnh. Ngôn ngữ lập trình có sự hỗ trợ tích hợp cho ràng buộc bao gồm Oz (lập trình hàm) và Kaleidoscope (lập trình mệnh lệnh). Hầu hết các ràng buộc được hiện thực trong lập trình mệnh lệnh thông qua bộ công cụ giải quyết ràng buộc (constraint solving toolkit), vốn là các thư viện bên ngoài cho các ngôn ngữ mệnh lệnh hiện có.